# Calliostoma conulus
Calliostoma conulus är en snäckart som först beskrevs av Carl von Linné 1758.  Calliostoma conulus ingår i släktet Calliostoma och familjen Calliostomatidae. Inga underarter finns listade i Catalogue of Life.

## Bildgalleri

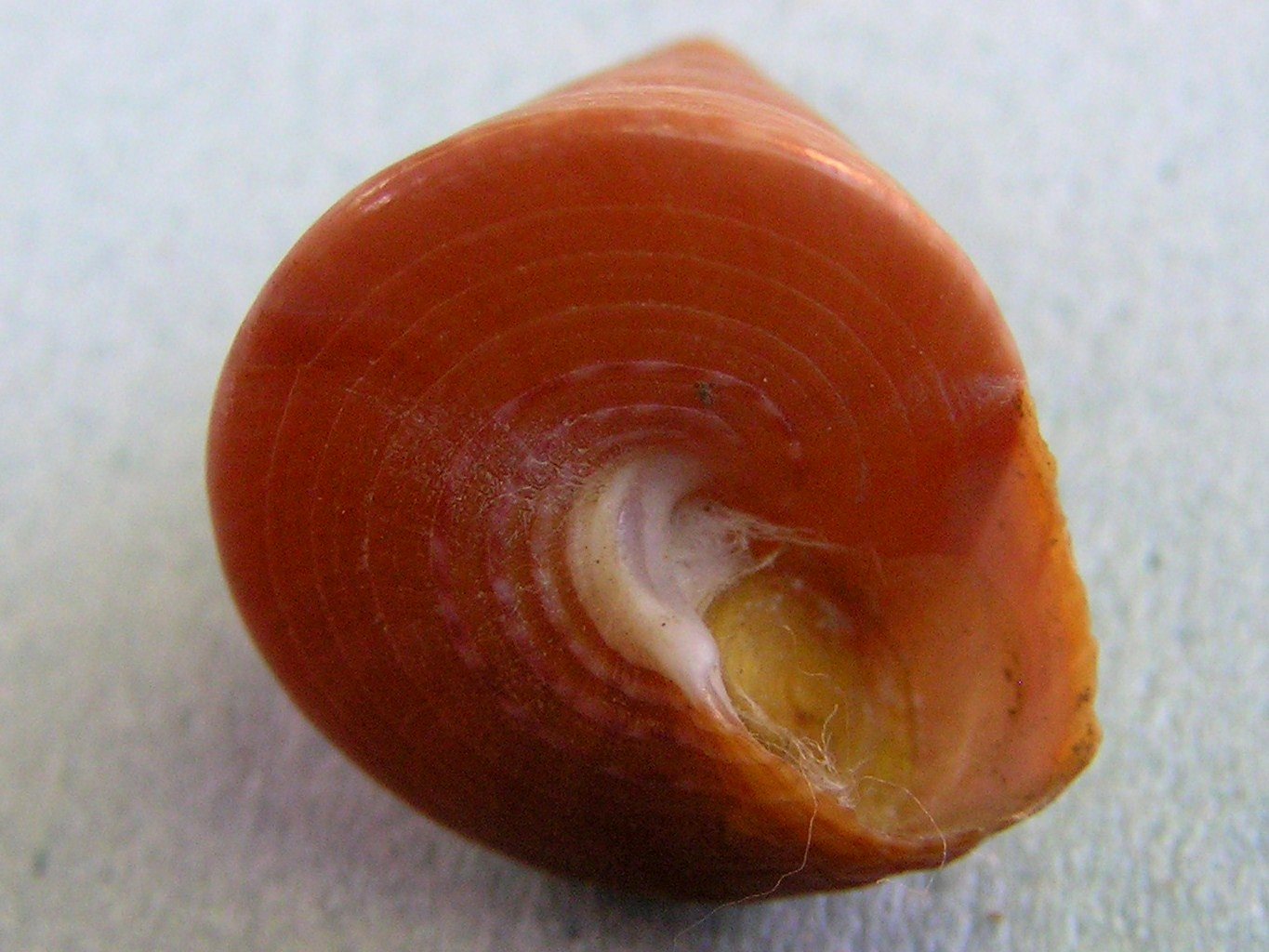
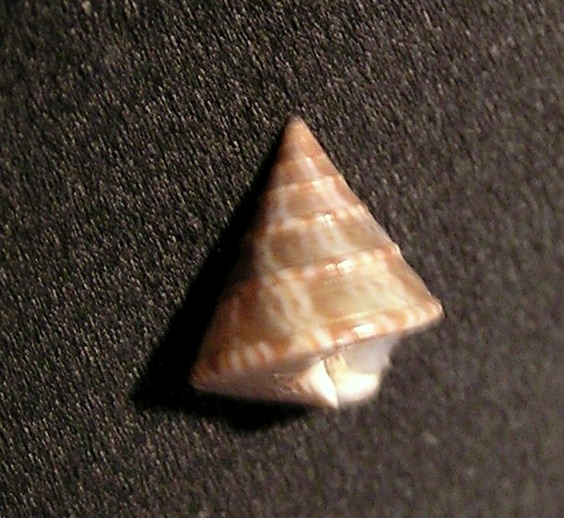
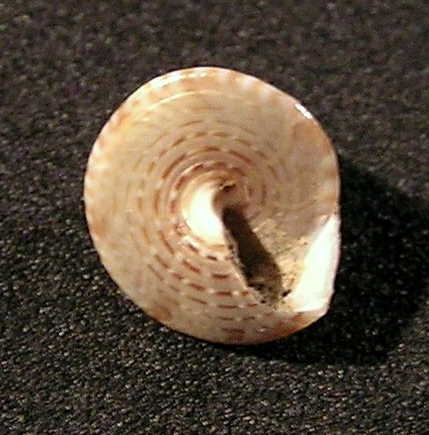
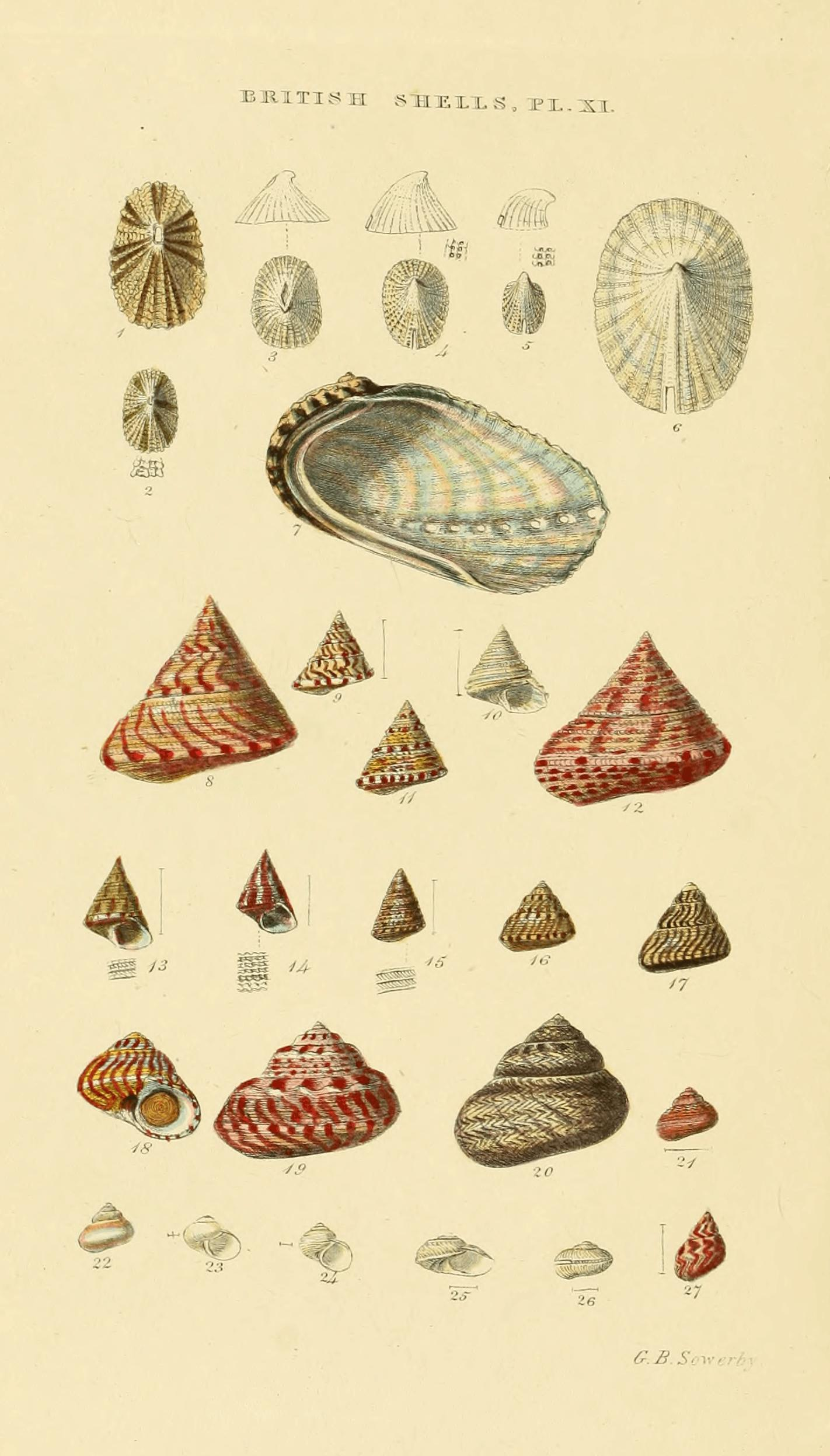